# Ten Sports
Ten Sports (ou Taj Entertainment Network) é um canal de esportes, de muito sucesso na região da Ásia. Suas principais atrações incluem jogos ao vivo de críquete, futebol, golfe e shows de entretenimento. O Ten Sports foi lançado em 1 de abril de 2002, e agora é um dos maiores canais de esportes do mundo, atingindo mais de 55 milhões de lares em todo o sub-continente, Oriente Médio, Europa e Ásia. Recentemente na India foram lançados dois canais vinculados ao Ten sports. O ten sports 2 e o ten Sports golfe.

## Transmissão
O TAJ Rede TV transmite três faixas localizados através do satélite Intelsat 10 de segmentação Índia, Paquistão e do Oriente Médio. As torres estão também disponíveis em todo o subcontinente indiano (incluindo o Sri Lanka, Bangladesh, Nepal e Maldivas, Sudeste Asiático (incluindo Hong Kong, Singapura e Indonésia, e agora disponível na Europa. Cada faixa é personalizado em termos de programação, programação , gráficos, música no ar promoções e marketing.

## Popularidade
em pesquisas mais recentes  mostram que o canal possui mais de 50% da visualização de canais de esportes na Índia eo padrão se repete em toda a região de países que fazem fronteira com a India.
Ten Sports recentemente adquiriu os direitos exclusivos em várias regiões para competições importantes incluindo todos os jogos internacionais de críquete do Paquistão, África do Sul, Zimbábue, Sri Lanka, West Indies, e também lugares como Dubai Sports City, em Abu Dhabi e Sharjah. 
Além do cricket a Ten Sport adquiriu direito de torneios de hóquei sobre a grama chamada de premier FIH, Open E.U. e tênis de Indian Open, o ATP Tour World Masters 1000 e série 500; UEFA Champions League, Taça UEFA e Liga de Futebol outro da Holanda e Escócia, o PGA Championship, o Europeia, E.U. e indianos PGA Tours, competições de polo. Atualmente Ten Sports é distribuída exclusivamente a sky India tv a cabo.

## No Brasil
O canal não tem filial em nenhum país da América Latina mas graças à Internet o canal tem sido conhecido pelas transmissões de jogos de cricket pela web.

## Competições do canal

### Cricket
- International Cricket na Africa do Sul
- International Cricket no Paquistão
- International Cricket no Sri Lanka
- International Cricket nas Índias Ocidentais
- International Cricket em Zimbabawe
- International Cricket nos Emirados Arabes

### Futebol
- UEFA Champions League
- UEFA Europa League
- Dutch Football League
- Scottish Premier League
- Serie A
- Carling Cup

### Tênis
- US Open
- Indian Open
- The ATP Masters 1000 and 500 series

### Luta Livre Profissional

#### WWE
- WWE Raw
- ECW
- WWE Superstars
- WWE SmackDown